# غويليرمي ريبيرو فيليكس
غويليرمي ريبيرو فيليكس هو لاعب كرة قدم برازيلي في مركز الهجوم، ولد في 8 أبريل 1990 في أوبيرابا في البرازيل. لعب مع ميتالوره زابورجيا ونادي غوياس ونادي كوريتيبا.